# Обстріли Берислава (лютий 2025)
Ця стаття є частиною сторінки Обстріли Берислава (2025) з 24 лютого 2022 року, яка є частиною Історії Берислава та Обстрілів Берислава.
Обстріли Берислава за лютий 2025 року — низка терористичних атак на місто Берислав та район військами РФ, що почалися під час російського вторгнення в Україну з 24 лютого 2022 року та тривають понині.
Берислав до вторгнення Росії в Україну був осередком освіти Херсонщини з двома коледжами.
Зараз місто зазнало значних руйнувань, заміновані околиці, відсутні комунальні послуги. Під час окупації в місті була гостра нестача продуктів та ліків. Після деокупації місто зазнало нових випробувань, зокрема, відсутності електроенергії та води. Зараз Берислав перебуває під постійними обстрілами, внаслідок яких багато будинків пошкоджено, є поранені та загиблі. Багато людей в місті відмовляються покидати свої домівки, незважаючи на обстріли.

## Хронологія

### 1 лютого 2025 року
1 лютого 2025 року російські окупанти обстріляли Бериславську, Нововоронцовську, Новорайську, Новоолександрівську та Тягинську громади, зокрема Берислав, Нововоронцовку, Новорайськ, Золоту Балку, Тягинку, Львове, Миколаївку та Ольгівку. Про це повідомив начальник Бериславської районної військової адміністрації Володимир Літвінов. Російська армія завдала артилерійських обстрілів та атакувала безпілотниками. Пошкоджено житлові будинки та господарські споруди. Жертв та постраждалих серед цивільного населення немає.

### 2 лютого 2025 року
2 лютого 2025 року російські окупанти обстріляли Бериславську, Нововоронцовську, Милівську та Тягинську територіальні громади, включаючи населені пункти Берислав, Гаврилівка, Золота Балка, Шляхове, Нововоронцовка, Дудчани, Тягинка, Львове, Миколаївка та Ольгівка. Про це повідомив начальник Бериславської районної військової адміністрації Володимир Літвінов.
Російська армія здійснила артилерійські обстріли по селах Золота Балка, Тягинка, Львове, Миколаївка та Ольгівка, а також атакувала Берислав, Гаврилівку, Шляхове, Дудчани, Нововоронцовку та Тягинку за допомогою безпілотних літальних апаратів. Внаслідок обстрілів пошкоджено житлові будинки та господарські споруди, а також об'єкт критичної інфраструктури у Нововоронцовці. У Бериславі поранено 54–річного чоловіка, якого доставлено до лікарні для надання медичної допомоги.

### 3 лютого 2025 року
3 лютого 2025 року російські окупанти обстріляли Новоолександрівську, Милівську та Тягинську територіальні громади, включаючи населені пункти Золота Балка, Качкарівка, Тягинка, Львове, Миколаївка та Ольгівка. Артилерійські обстріли призвели до пошкоджень житлових будинків та господарських споруд. Про це повідомив начальник Бериславської районної військової адміністрації Володимир Літвінов.
У Бериславі за медичною допомогою звернувся 59–річний чоловік, поранений 2 лютого 2025 року внаслідок удару БПЛА. У Золотій Балці 58–річний чоловік наїхав на протипіхотну міну «Пелюсток», що призвело до пошкодження колеса автомобіля, але водій залишився неушкодженим.

### 4 лютого 2025 року
4 лютого 2025 року під вогнем російських окупантів опинилися Бериславська, Милівська, Новоолександрівська, Новорайська, Нововоронцовська та Тягинська територіальні громади. Обстрілів зазнали такі населені пункти: Берислав, Новоберислав, Зміївка, Милове, Золота Балка, Новоолександрівка, Гаврилівка, Михайлівка, Крупиця, Червоний Маяк, Нововоронцовка, Тягинка, Львове та Ольгівка. Про це повідомив начальник Бериславської районної військової адміністрації Володимир Літвінов.
Ворог завдав артилерійських ударів по Бериславу, Зміївці, Миловому, Золотій Балці, Новоолександрівці, Михайлівці, Червоному Маяку, Тягинці, Львовому та Ольгівці, а також використовуючи безпілотні літальні апарати, атакував Берислав, Новоберислав, Зміївку, Золоту Балку, Крупицю, Нововоронцовку та околиці Гаврилівки.
Внаслідок обстрілів пошкоджено житлові будинки, господарські споруди та цивільний транспортний засіб, а також заклад освіти, дошкільний заклад, будинок культури у Миловому та автозаправну станцію у Нововоронцовці. Внаслідок артилерійського обстрілу в Миловому загинув 71–річний чоловік. Через атаку БПЛА у Бериславі поранено 54–річного чоловіка, якому надано медичну допомогу та доставлено до лікарні.

### 5 лютого 2025 року
5 лютого 2025 року до лікарні звернувся чоловік, який напередодні постраждав через атаку російського дрона у Бериславі. Про це повідомив начальник Бериславської районної військової адміністрації Володимир Літвінов.У 65–річного місцевого жителя діагностували вибухову травму, контузію та уламкові поранення рук. Потерпілому надали меддопомогу і відпустили на амбулаторне лікування.
За повідомленням Херсонської обласної військової адміністрації, 5 лютого 2025 року, опівдні російські війська вдарили з БПЛА по Гаврилівці Бериславського району. Через ворожу атаку 61–річний чоловік, який перебував вдома, дістав вибухову травму, уламкові поранення черева та шиї. Потерпілий самостійно звернувся до лікарні. Наразі медики проводять обстеження та надають йому допомогу.
5 лютого 2025 року під вогнем російських окупантів опинилися Бериславська, Милівська, Новоолександрівська, Новорайська, Нововоронцовська та Тягинська територіальні громади. Обстріляні населені пункти включають Берислав, Новоберислав, Шляхове, Милове, Дудчани, Новоолександрівку, Гаврилівку, Червоний Маяк, Нововоронцовку, Тягинку, Львове, Ольгівку та Одрадокам'янку. Про це повідомив начальник Бериславської районної військової адміністрації Володимир Літвінов.
Російська армія завдала артилерійських обстрілів по Бериславу, Новобериславу, Шляховому, Новоолександрівці, Нововоронцовці, Миловому, Тягинці, Львовому, Ольгівці, Одрадокам'янці та околицям Новорайська. Використовуючи безпілотні літальні апарати, російські окупанти атакували Берислав, Новоберислав, Червоний Маяк, Милове, Тягинку, Львове, Ольгівку, Одрадокам'янку, Дудчани та Гаврилівку.
Внаслідок обстрілів пошкоджено житлові будинки, господарські споруди та цивільний транспортний засіб. У селі Гаврилівка внаслідок скиду FPV–дрону поранено 61–річного чоловіка, якого доставлено до лікарні. У Бериславі за медичною допомогою звернувся 66–річний чоловік, який отримав поранення внаслідок скиду вибухівки з дрону 4 лютого 2025 року. Між селами Львове та Тягинка знайдено тіло чоловіка з осколковими пораненнями, особу загиблого встановлюють.

### 6 лютого 2025 року
6 лютого 2025 року під вогнем російських окупантів опинилися Бериславська, Новорайська та Тягинська територіальні громади, включаючи населені пункти Берислав, Новорайськ, Червоний Маяк, Тягинка, Львове, Одрадокам'янка та Ольгівка. Про це повідомив начальник Бериславської районної військової адміністрації Володимир Літвінов.
Російська армія завдала артилерійських обстрілів по Бериславу, Тягинці, Львовому, Одрадокам'янці, Ольгівці та околицям Новорайська. Використовуючи безпілотні літальні апарати, російські окупанти атакували Берислав та Червоний Маяк.
Внаслідок обстрілів пошкоджено житлові будинки та господарські споруди. У Бериславі поранено 46–річного чоловіка, якого доставлено до лікарні для надання медичної допомоги.

### 7 лютого 2025 року
7 лютого 2025 року під вогнем російських окупантів опинилися Бериславська, Новорайська, Новоолександрівська та Тягинська громади. Обстрілів зазнали такі населені пункти: Берислав, Монастирське, Золота Балка, Гаврилівка, Михайлівка, Тягинка, Львове, Миколаївка, Ольгівка та Одрадокам'янка. Про це повідомив начальник Бериславської районної військової адміністрації Володимир Літвінов.
Російська армія здійснила артилерійські та танкові обстріли по Бериславу, Монастирському, Гаврилівці, Тягинці, Львовому, Миколаївці, Ольгівці та Одрадокам'янці, а також атакувала Берислав, Золоту Балку, Михайлівку та Тягинку за допомогою безпілотних літальних апаратів.
Внаслідок обстрілів пошкоджено житлові будинки та господарські споруди, а також будинок культури у Золотій Балці. У Бериславі поранено 19–річного хлопця, якого доставлено до лікарні для надання медичної допомоги.

### 8 лютого 2025 року
8 лютого 2025 року російські окупанти обстріляли Бериславську, Новорайську, Новоолександрівську, Милівську та Тягинську територіальні громади. Обстріли охопили такі населені пункти: Берислав, Новоберислав, Шляхове, Зміївка, Новорайськ, Червоний Маяк, Михайлівка, Золота Балка, Милове, Дудчани, Тягинка, Львове, Миколаївка та Одрадокам'янка. Про це повідомив начальник Бериславської районної військової адміністрації Володимир Літвінов.
Російська армія завдала артилерійських обстрілів по Бериславу, Шляховому, Червоному Маяку, Михайлівці, Миловому, Тягинці, Львовому, Миколаївці, Одрадокам'янці, околицям Новорайська та Зміївки. Використовуючи безпілотні літальні апарати, російські окупанти атакували Берислав, Новоберислав, Шляхове, Червоний Маяк, Золоту Балку, Дудчани та Тягинку.
Внаслідок обстрілів пошкоджено житлові будинки, господарські споруди та приміщення старостату в Михайлівці. Жертв та постраждалих серед цивільного населення немає.

### 9 лютого 2025 року
9 лютого 2025 року російські окупанти обстріляли Бериславську, Новорайську, Новоолександрівську та Тягинську територіальні громади. Під обстрілом опинилися такі населені пункти: Берислав, Червоний Маяк, Золота Балка, Тягинка, Львове, Ольгівка, Миколаївка та Одрадокам'янка. Про це повідомив начальник Бериславської районної військової адміністрації Володимир Літвінов.
Російська армія здійснила артилерійські та танкові обстріли по Бериславу, Червоному Маяку, Тягинці, Львовому, Ольгівці, Миколаївці та Одрадокам'янці. Використовуючи безпілотні літальні апарати, російські окупанти атакували Берислав, Золоту Балку, Тягинку та околиці села Львове.
Внаслідок обстрілів пошкоджено житлові будинки та господарські споруди мешканців. У Бериславі загинув 42–річний чоловік у результаті атаки БПЛА.

### 10 лютого 2025 року
10 лютого 2025 року російські окупанти обстріляли Бериславську, Новоолександрівську, Новорайську, Милівську та Тягинську територіальні громади. Під обстріл потрапили населені пункти Берислав, Новоберислав, Шляхове, Томарине, Гаврилівка, Михайлівка, Червоний Маяк, Костирка, Качкарівка, Львове, Ольгівка, Миколаївка та Одрадокам'янка. Про це повідомив начальник Бериславської районної військової адміністрації Володимир Літвінов.
Російська армія здійснила артилерійські обстріли по селах Шляхове, Гаврилівка, Михайлівка, Червоний Маяк, Качкарівка, Львове, Ольгівка, Миколаївка, Одрадокам'янка, а також по околицях Томариного та Костирки. Використовуючи безпілотні літальні апарати, російські окупанти атакували Берислав, Новоберислав, Шляхове, Гаврилівку та Качкарівку.
Внаслідок обстрілів пошкоджено житлові будинки та господарські споруди. Унаслідок детонації вибухового пристрою в лісосмузі біля села Стійке (колишнє Чкалове) поранення отримав 51–річний чоловік. Постраждалого доставлено до лікарні та надано медичну допомогу.

### 11 лютого 2025 року
11 лютого 2025 року під вогнем російських окупантів опинилися Бериславська, Новоолександрівська, Новорайська, Милівська та Тягинська громади, включаючи Берислав, Новоберислав, Зміївку, Михайлівку, Гаврилівку, Новорайськ, Червоний Маяк, Монастирське, Милове, Тягинку, Львове, Ольгівку та Миколаївку. Про це повідомив начальник Бериславської районної військової адміністрації Володимир Літвінов.
Російська армія завдала артилерійських обстрілів по Новобериславу, Зміївці, Михайлівці, Гаврилівці, Монастирському, Тягинці, Львовому, Ольгівці, Миколаївці, Новорайську та Червоному Маяку. Використовуючи безпілотні літальні апарати, російські окупанти атакували Берислав, Новоберислав, Зміївку та Милове.
Внаслідок обстрілів пошкоджено житлові будинки та господарські споруди. У селі Милове через скиди з дронів почалася пожежа у гаражному приміщенні МПО, але автомобільна техніка не постраждала. У Бериславі поранено 65–річну жінку, якій надано медичну допомогу.

### 12 лютого 2025 року
12 лютого 2025 року під вогнем російських окупантів опинилися Бериславська, Новорайська, Нововоронцовська, Новоолександрівська, Милівська та Тягинська територіальні громади, включаючи населені пункти Берислав, Томарине, Червоний Маяк, Осокорівка, Новоолександрівка, Гаврилівка, Милове, Тягинка, Бургунка, Львове, Ольгівка та Миколаївка. Про це повідомив начальник Бериславської районної військової адміністрації Володимир Літвінов.
Російська армія завдала артилерійських та мінометних обстрілів по Бериславу, Червоному Маяку, Тягинці, Львовому, Ольгівці, Миколаївці, околицям Бургунки, Осокорівки та Гаврилівки. Використовуючи безпілотні літальні апарати, російські окупанти атакували Берислав, Томарине, Новоолександрівку, Милове, околиці Осокорівки та Гаврилівки.
Внаслідок обстрілів пошкоджено житлові будинки та господарські споруди. У Бериславі поранено 46–річну жінку, якій надано необхідну медичну допомогу.

### 13 лютого 2025 року
13 лютого 2025 року російські окупанти обстріляли Бериславську, Новоолександрівську, Милівську та Тягинську територіальні громади. Під обстріл потрапили населені пункти Берислав, Новоберислав, Новоолександрівка, Гаврилівка, Милове, Дудчани, Нова Кам'янка, Тягинка, Бургунка, Львове, Ольгівка та Миколаївка. Про це повідомив начальник Бериславської районної військової адміністрації Володимир Літвінов.
Російська армія здійснила артилерійські та мінометні обстріли по Новобериславу, Миловому, Тягинці, Львовому, Ольгівці, Миколаївці, околицях Новоолександрівки та Гаврилівки. Використовуючи безпілотні літальні апарати, російські окупанти атакували Берислав, Дудчани та Нову Кам'янку.
Внаслідок обстрілів пошкоджено житлові будинки та господарські споруди. У Бериславі від атаки БПЛА почалася пожежа у навчальному закладі, а у Новій Кам'янці пошкоджено приміщення магазину. Жертв та постраждалих серед цивільного населення немає.

### 14 лютого 2025 року
14 лютого 2025 року російські окупанти обстріляли Бериславську, Новорайську, Новоолександрівську, Милівську та Тягинську територіальні громади. Під обстріл потрапили такі населені пункти: Берислав, Томарине, Червоний Маяк, Монастирське, Новоолександрівка, Золота Балка, Гаврилівка, Дудчани, Тягинка, Львове, Ольгівка та Одрадокам'янка. Про це повідомив начальник Бериславської районної військової адміністрації Володимир Літвінов.
Російська армія завдала артилерійських та мінометних обстрілів по Червоному Маяку, Новоолександрівці, Тягинці, Львовому, Ольгівці, Одрадокам'янці, околицям Томариного, Монастирського та Золотої Балки. Використовуючи безпілотні літальні апарати, російські окупанти атакували Берислав, Золоту Балку, Гаврилівку, Дудчани, Тягинку та Одрадокам'янку.
Внаслідок обстрілів пошкоджено житлові будинки, господарські споруди та сільгосптехніку. У Бериславі через атаку БПЛА пошкоджено приміщення ЖЕКу та виникла повторна пожежа у навчальному закладі. У Дудчанах загорівся приватний будинок. У Золотій Балці внаслідок обстрілів загинув 49–річний чоловік. У Бериславі поранено 68–річну жінку та 73–річного чоловіка, яким надано медичну допомогу та доставлено до лікарні.

### 15 лютого 2025 року
15 лютого 2025 року російські окупанти обстріляли Новоолександрівську та Тягинську територіальні громади. Під обстріл потрапили такі населені пункти: Гаврилівка, Михайлівка, Тягинка, Бургунка, Миколаївка, Львове, Ольгівка та Одрадокам'янка. Російська армія здійснила артилерійські обстріли по Тягинці, Бургунці, Миколаївці, Львовому, Ольгівці та Одрадокам'янці, а також атакувала Гаврилівку, Михайлівку та Тягинку за допомогою безпілотних літальних апаратів.
Внаслідок обстрілів пошкоджено житлові будинки та господарські споруди. У Гаврилівці згоріла будівля старостату, а в Михайлівці згоріли приватний будинок та літня кухня. Жертв та постраждалих серед цивільного населення немає.

### 16 лютого 2025 року
16 лютого 2025 року російські дрони атакували адміністративну будівлю в Бериславі Херсонської області, яка використовувалась як Пункт Незламності та гуманітарний штаб. Внаслідок ударів пошкоджено вхід до будівлі. Інформація про постраждалих відсутня. Про це повідомила Херсонська обласна військова адміністрація.
16 лютого 2025 року російські окупанти обстріляли Бериславську, Новорайську, Новоолександрівську та Тягинську територіальні громади. Під обстріл потрапили населені пункти Берислав, Новоберислав, Зміївка, Новорайськ, Монастирське, Гаврилівка, Тягинка, Миколаївка, Львове, Ольгівка та Одрадокам'янка. Про це повідомив начальник Бериславської районної військової адміністрації Володимир Літвінов.
Російська армія здійснила авіаційний удар по селу Тягинка, а також артилерійські та мінометні обстріли по Новобериславу, Зміївці, Монастирському, Тягинці, Миколаївці, Львовому, Ольгівці, Одрадокам'янці та околицям Новорайська. Використовуючи безпілотні літальні апарати, російські окупанти атакували Берислав та околиці Гаврилівки.
Внаслідок обстрілів пошкоджено житлові будинки та господарські споруди. У Бериславі пошкоджено приміщення управління соціального захисту населення, яке використовувалося як пункт незламності. Також пошкоджено пункт незламності в Монастирському. Жертв та постраждалих серед цивільного населення немає.

### 17 лютого 2025 року
17 лютого 2025 року російські окупанти обстріляли Бериславську, Новорайську, Новоолександрівську, Милівську та Тягинську територіальні громади. Під обстріл потрапили населені пункти Берислав, Новорайськ, Червоний Маяк, Гаврилівка, Золота Балка, Милове, Качкарівка, Саблуківка, Новокаїри, Тягинка, Миколаївка, Львове та Ольгівка. Про це повідомив начальник Бериславської районної військової адміністрації Володимир Літвінов.
Російська армія завдала авіаційного удару по селах Милове, Качкарівка та Саблуківка, внаслідок чого пошкоджено 26 приватних будинків, навчальний заклад, дошкільний заклад та зруйновано приміщення магазину. Також здійснено артилерійські та мінометні обстріли по Бериславу, Червоному Маяку, Гаврилівці, Золотій Балці, Тягинці, Миколаївці, Львовому та Ольгівці.
Використовуючи безпілотні літальні апарати, російські окупанти атакували Берислав, Милове, Новокаїри та околиці Новорайська. Пошкоджено житлові будинки, господарські споруди та пункт незламності у Бериславі. Жертв та постраждалих серед цивільного населення немає.

### 18 лютого 2025 року
18 лютого 2025 року російські окупанти обстріляли Бериславську, Новорайську, Новоолександрівську, Милівську та Тягинську територіальні громади. Під обстріл потрапили населені пункти: Берислав, Новоберислав, Томарине, Шляхове, Зміївка, Червоний Маяк, Михайлівка, Золота Балка, Суханове, Тягинка, Бургунка, Миколаївка, Львове та Ольгівка. Про це повідомив начальник Бериславської районної військової адміністрації Володимир Літвінов.
Російська армія здійснила артилерійські обстріли по Червоному Маяку, Тягинці, Бургунці, Миколаївці, Львовому та Ольгівці. Використовуючи безпілотні літальні апарати, російські окупанти атакували Берислав, Новоберислав, Томарине, Шляхове, Зміївку, Михайлівку, Золоту Балку, Тягинку та околиці Суханового.
Внаслідок обстрілів пошкоджено житлові будинки, господарські споруди та цивільний транспортний засіб. У Бериславі сталося загоряння багатоповерхівки, а в Бургунці загорівся приватний будинок. Через атаки БПЛА пошкоджено приміщення магазину в Бериславі. До лікарні звернулася 55–річна жінка, яка отримала поранення 10 лютого 2025 року. Постраждалій надано необхідну медичну допомогу.

### 19 лютого 2025 року
19 лютого 2025 року російські окупанти обстріляли Бериславську, Новорайську, Новоолександрівську, Нововоронцовську, Милівську та Тягинську територіальні громади. Під обстріл потрапили такі населені пункти: Берислав, Зміївка, Крупиця, Новоолександрівка, Гаврилівка, Осокорівка, Новокаїри, Качкарівка, Тягинка, Високе, Бургунка, Миколаївка, Львове, Ольгівка та Вірівка. Про це повідомив начальник Бериславської районної військової адміністрації Володимир Літвінов.
Російська армія завдала авіаційного удару по Новоолександрівській громаді, влучивши в Новоолександрівку та Гаврилівку. Також були здійснені артилерійські та мінометні обстріли по Бериславу, Зміївці, Крупиці, Качкарівці, Тягинці, Бургунці, Миколаївці, Львовому, Ольгівці, околицям Новокаїрів та Осокорівки. Використовуючи безпілотні літальні апарати, російські окупанти атакували Берислав, Зміївку, Високе та Вірівку.
Внаслідок обстрілів пошкоджено житлові будинки, господарські споруди та цивільний транспортний засіб. У Бериславі пошкоджено приміщення магазину, згорів бокс гаражів лікарні та автомобіль швидкої допомоги. У Високому внаслідок атаки БПЛА поранено 78–річного чоловіка, якому надано необхідну медичну допомогу.

### 20 лютого 2025 року
20 лютого 2025 року російські окупанти обстріляли Бериславську, Новоолександрівську, Милівську та Тягинську територіальні громади. Під обстріл потрапили такі населені пункти: Берислав, Урожайне, Новоолександрівка, Гаврилівка, Милове, Дудчани, Тягинка, Миколаївка, Львове та Ольгівка. Про це повідомив начальник Бериславської районної військової адміністрації Володимир Літвінов.
Російська армія завдала авіаційного удару по дитячому оздоровчому табору біля Новоолександрівки. Також здійснено артилерійські та мінометні обстріли по Бериславу, Новоолександрівці, Гаврилівці, Тягинці, Миколаївці, Львовому та Ольгівці. Використовуючи безпілотні літальні апарати, російська армія атакувала Берислав, Урожайне, Гаврилівку, Милове, Дудчани та Тягинку.
Внаслідок обстрілів пошкоджено житлові будинки, господарські споруди та цивільний транспортний засіб. У Бериславі загорілася господарська споруда, а в Дудчанах пошкоджено цивільний автомобіль. Жертв та постраждалих серед цивільного населення немає.

### 21 лютого 2025 року
21 лютого 2025 року російські окупанти обстріляли Бериславську, Новорайську, Милівську та Тягинську громади Херсонської області. Про це повідомив начальник Бериславської районної військової адміністрації Володимир Літвінов.
Під обстріл потрапили місто Берислав, а також села Зміївка, Червоний Маяк, Милове, Дудчани, Тягинка, Бургунка та Миколаївка. Російська армія завдала артилерійських та мінометних обстрілів по Бериславу, Зміївці, Миловому, Тягинці, Бургунці, Миколаївці та околицям Червоного Маяка. Також використовуючи безпілотники, атакували Берислав, Зміївку та Дудчани.
Внаслідок обстрілів пошкоджено житлові будинки та господарські споруди. У Бериславі через удар БПЛА пошкоджено приміщення навчального закладу. У Дудчанах та Бургунці сталося загоряння приватних осель. Жертв та постраждалих серед цивільного населення немає.

### 22 лютого 2025 року
22 лютого 2025 року російські окупанти обстріляли Бериславську, Новорайську, Милівську та Тягинську територіальні громади. Під обстріл потрапили такі населені пункти: Берислав, Шляхове, Зміївка, Червоний Маяк, Милове, Дудчани, Тягинка, Високе, Вірівка, Матросівка, Миколаївка та Одрадокам'янка. Про це повідомив начальник Бериславської районної військової адміністрації Володимир Літвінов.
Російська армія завдала авіаційного удару по Шляховому, Тягинці та Високому. Також здійснено артилерійські та мінометні обстріли по Бериславу, Шляховому, Зміївці, Червоному Маяку, Тягинці, Високому, Вірівці, Матросівці, Миколаївці та Одрадокам'янці. Використовуючи безпілотні літальні апарати, російські окупанти атакували Берислав, Зміївку, Милове, Дудчани та Тягинку.
Внаслідок обстрілів пошкоджено житлові будинки та господарські споруди. У Бериславі через атаку БПЛА пошкоджено приміщення магазину, а в Миловому загорівся приватний будинок. Жертв та постраждалих серед цивільного населення немає.

### 23 лютого 2025 року
23 лютого 2025 року російські окупанти обстріляли Бериславську, Новорайську, Нововоронцовську, Милівську та Тягинську територіальні громади. Під обстріл потрапили такі населені пункти: Берислав, Шляхове, Зміївка, Новорайськ, Осокорівка, Качкарівка, Бургунка, Вірівка, Львове, Миколаївка та Ольгівка. Про це повідомив начальник Бериславської районної військової адміністрації Володимир Літвінов.
Російська армія здійснила артилерійські обстріли по Бериславу, Шляховому, Зміївці, Бургунці, Вірівці, Львовому, Миколаївці, Ольгівці, околицям Новорайська та Осокорівки. Використовуючи безпілотні літальні апарати, російські окупанти атакували Берислав, Шляхове, Зміївку та Качкарівку.
Внаслідок обстрілів пошкоджено житлові будинки та господарські споруди. Жертв та постраждалих серед цивільного населення немає.

### 24 лютого 2025 року
24 лютого 2025 року російські окупанти обстріляли Бериславську, Новорайську, Новоолександрівську, Милівську та Тягинську територіальні громади. Під обстріл потрапили такі населені пункти: Берислав, Червоний Маяк, Михайлівка, Золота Балка, Милове, Новокаїри, Тягинка, Бургунка, Вірівка, Львове та Ольгівка. Про це повідомив начальник Бериславської районної військової адміністрації Володимир Літвінов.
Російська армія завдала артилерійських та танкових обстрілів по Червоному Маяку, Миловому, Новокаїрах, Тягинці, Бургунці, Вірівці, Львовому та Ольгівці. Використовуючи безпілотні літальні апарати, російські окупанти атакували Берислав, Михайлівку та Золоту Балку.
Внаслідок обстрілів пошкоджено житлові будинки та господарські споруди. У селі Милове загинула 84–річна жінка.

### 25 лютого 2025 року
25 лютого 2025 року російські окупанти обстріляли Бериславську, Новорайську, Новоолександрівську, Милівську та Тягинську територіальні громади. Під обстріл потрапили такі населені пункти: Берислав, Новоберислав, Шляхове, Зміївка, Червоний Маяк, Монастирське, Новоолександрівка, Гаврилівка, Золота Балка, Новокаїри, Тягинка, Бургунка, Миколаївка та Ольгівка. Про це повідомив начальник Бериславської районної військової адміністрації Володимир Літвінов.
Російська армія завдала артилерійських та мінометних обстрілів по Шляховому, Зміївці, Червоному Маяку, Монастирському, Гаврилівці, Новокаїрах, Тягинці, Бургунці, Миколаївці та Ольгівці. Використовуючи безпілотні літальні апарати, російські окупанти атакували Берислав, Новоберислав, Зміївку, Новоолександрівку, Гаврилівку, Золоту Балку та Тягинку.
Внаслідок обстрілів пошкоджено житлові будинки та господарські споруди. Жертв та постраждалих серед цивільного населення немає.

### 26 лютого 2025 року
26 лютого 2025 року російські окупанти обстріляли Бериславську, Новорайську, Новоолександрівську, Милівську та Тягинську територіальні громади. Під обстріл потрапили такі населені пункти: Берислав, Шляхове, Новорайськ, Червоний Маяк, Монастирське, Новоолександрівка, Гаврилівка, Золота Балка, Милове, Дудчани, Качкарівка, Тягинка, Бургунка, Миколаївка, Ольгівка та Львове. Про це повідомив начальник Бериславської районної військової адміністрації Володимир Літвінов.
Російська армія завдала авіаційного удару по селу Тягинка, а також артилерійських обстрілів по Бериславу, Червоному Маяку, Монастирському, Гаврилівці, Золотій Балці, Миловому, Качкарівці, Тягинці, Бургунці, Миколаївці, Ольгівці та Львовому. Використовуючи безпілотні літальні апарати, російська армія атакувала Берислав, Шляхове, Новоолександрівку, Гаврилівку, Милове, Дудчани, Тягинку, Львове та околиці Новорайська.
Внаслідок обстрілів пошкоджено житлові будинки, господарські споруди та приватний автомобіль. У селі Львове загинув 65–річний чоловік, а 65–річного жителя Гаврилівки, який постраждав через атаку дрона 25 лютого, доставлено до лікарні.

### 27 лютого 2025 року
27 лютого 2025 року російські окупанти обстріляли Бериславську, Новорайську, Новоолександрівську, Милівську та Тягинську територіальні громади. Під обстріл потрапили такі населені пункти: Берислав, Зміївка, Новорайськ, Новоолександрівка, Осокорівка, Гаврилівка, Милове, Дудчани, Качкарівка, Новокаїри, Тягинка, Вірівка, Бургунка, Миколаївка та Львове. Про це повідомив начальник Бериславської районної військової адміністрації Володимир Літвінов.
Російська армія завдала артилерійських та мінометних обстрілів по Бериславу, Зміївці, Новоолександрівці, Гаврилівці, Миловому, Качкарівці, Новокаїрах, Тягинці, Вірівці, Бургунці, Миколаївці, Львовому та околицям Новорайська. Використовуючи безпілотні літальні апарати, російські окупанти атакували Берислав, Дудчани, Качкарівку, Тягинку та околиці Осокорівки.
Внаслідок обстрілів пошкоджено житлові будинки та господарські споруди. У Новокаїрах пошкоджено адміністративну будівлю. У Бериславі загинув чоловік віком близько 60–65 років, особу встановлюють.

### 28 лютого 2025 року
28 лютого 2025 року російські окупанти обстріляли Бериславську, Новорайську, Нововоронцовську, Новоолександрівську, Милівську та Тягинську територіальні громади. Під обстріл потрапили такі населені пункти: Берислав, Новоберислав, Томарине, Червоний Маяк, Нововоронцовка, Осокорівка, Шевченківка, Золота Балка, Михайлівка, Милове, Дудчани, Качкарівка, Тягинка, Бургунка, Миколаївка, Львове та Одрадокам'янка. Про це повідомив начальник Бериславської районної військової адміністрації Володимир Літвінов.
Російська армія завдала артилерійських та танкових обстрілів по Бериславу, Томариному, Червоному Маяку, Дудчанах, Качкарівці, Тягинці, Бургунці, Миколаївці, Одрадокам'янці та Львовому. Використовуючи безпілотні літальні апарати, російські окупанти атакували Берислав, Новоберислав, Нововоронцовку, Шевченківку, Золоту Балку, Михайлівку, Милове, Дудчани, Тягинку, Одрадокам'янку, Миколаївку, Бургунку, Львове та околиці Осокорівки.
Внаслідок обстрілів пошкоджено житлові будинки, господарські споруди, гаражі та приватні транспортні засоби. У Золотій Балці загинув 50–річний чоловік, а в Бериславі поранено 55–річного чоловіка, якого доставлено до лікарні.